# 李神祐
李神祐（951年—1016年），开封府人，北宋宦官，李神福的弟弟。
少年时任殿头高品。宋太祖时，从征北汉太原、南汉广州，随曹彬南征南唐，屡建军功，奉命入京献捷书，被皇帝赐予锦袍金带。晋王赵光义即位为宋太宗，授南作坊副使。吴越钱俶归顺，宋太宗派李神祐去按府藏积蓄。北伐辽国燕蓟，太宗命他和刘廷翰率领精骑兵为大阵后援。又令率兵屯兵定州以防备契丹。后为崇仪使、洛苑使。至道年间，李继迁叛乱，西部边境不安，他担任灵州、环州排阵都监。宋真宗即位，北巡边境，道路阻塞，他单骑向诸将宣谕皇帝的密旨。敌人的数百骑兵到来，他的周围护卫大呼，好像召还伏兵，敌人退走。内侍考核，宋真宗亲自查问。有人哭诉品第不当，他和石知颙、张景宗、蓝继宗一起被削职。后来掌管御厨七年，终年六十六岁。

## 传記資料
- 《宋史》 宦者列传